# 大原優乃
大原 優乃（おおはら ゆうの、1999年（平成11年）10月8日 - ）は、日本のグラビアアイドル、女優、ファッションモデル、ダンサー、YouTuber。エイベックス・マネジメント・エージェンシー所属。Dream5の元メンバー。
鹿児島県鹿児島市出身。神村学園高等部卒業。

## 略歴

### Dream5時代
2009年、NHK教育（現・NHK Eテレ）の子供向け教育番組『天才てれびくんMAX』が、レギュラー出演者（“てれび戦士”）でエイベックス系列事務所所属の重本ことりを中心としたダンス&ボーカルユニットを立ち上げるに当たり、一般視聴者を対象に2月からメンバーを募集し始めた。当時9歳8か月（小学校4年生）の大原はこれに挑戦し、番組内オーディションを勝ち抜いて、同企画のユニット「Dream5」のダンス担当メンバーに選ばれた。同年11月4日、Dream5はCDデビューし、大原はこれをもって10歳1か月で芸能界デビューを果たした。
2014年、Dream5はテレビアニメ版『妖怪ウォッチ』のエンディングテーマ第1弾「ようかい体操第一」（放映期間：第1話〜第24話、1月8日〜6月27日）を担当している。当アニメを主軸の一つとする妖怪ウォッチ・シリーズが社会現象を起こして流行語になるほどの大人気コンテンツになったこともあり、この曲はヒットした。さらに、続けて担当した同アニメのエンディングテーマ第2弾「ダン・ダン ドゥビ・ズバー!」（放映期間：第25話〜第47話・第50話、7月4日〜12月12日・12月26日）は、初週6.6万枚を売り上げ、Dream5初のオリコンチャート週間シングルランキング第1位（11月10日付）を達成した。「ようかい体操第一」と「ダン・ダン ドゥビ・ズバー!」を持ち歌としたDream5は、同年12月31日には、大晦日恒例の2大音楽番組である『輝く!日本レコード大賞』（第56回日本レコード大賞）と『NHK紅白歌合戦』（第65回NHK紅白歌合戦） に出演した。

### ピチモ・ラブモ時代
大原個人はDream5の活動と並行して女子向けファッション雑誌のモデルを務めるなど、ソロ活動も行っている。雑誌のモデルについては、2013年6月号から2015年12月号まで（13歳から16歳まで）はローティーン向け雑誌『ピチレモン』（学研パブリッシング）の専属モデル（愛称：ピチモ）を、2016年8月号から2017年12月20日号まで（16歳から18歳まで）はティーン雑誌『ラブベリー』（徳間書店）の専属モデル（愛称：ラブモ）を務めたものの、2017年12月20日号の後は雑誌が事実上の休刊状態になったため、活動できずに終わっている。
2016年12月31日、Dream5の活動が終了する。これにより、大原はソロのタレントとしてのみ活動することになり、『ラブベリー』誌の専属モデルが主な活動となった（cf. ラブベリー#所属モデル）。ただ、先述のとおり、同誌での仕事は2017年（平成29年）末を最後に無くなり、そのまま大原のティーンエイジが終わるまで休刊が続くことになる。したがって、2018年（平成30年）の年頭から大原は仕事が無くなってしまい、このままでは芸能人として“終わってしまう”という危機感を抱いていた。

### 俳優業などへの進出後
俳優業とグラビアモデルの世界には、2か月違いのほぼ同時期に進出している。女優としては、2017年4月（17歳・高校2年生の時）、シアターグリーンでの舞台『PIRATES OF THE DESERT 3〜偽りの羅針盤と真実の操舵輪〜』の日替わりゲストとしての出演をもってデビューを果たしている。また、同年7月5日〜9日には、アリスインプロジェクトの舞台『クォンタムドールズ2017』で早くも主演（初の舞台主演でもある）を務めている。テレビドラマでは『99.9-刑事専門弁護士- SEASON II』（TBSテレビ）第5話の端役（ダンサー役）でデビューしている。
グラビアモデルとしては、同年6月12日、『週刊プレイボーイ』2017年7月10日号（第28号、同年6月26日発売、集英社）の中ページのグラビア枠でグラビアアイドルとしてデビューすると、童顔と健康的で豊満な肉体美を主とする持ち味が大いに好評を博し、インターネットでも話題に上がり始めた。そうして、『週刊プレイボーイ』2017年12月4日号（第49号、同年11月20日発売、集英社）では表紙巻頭グラビアを初めて飾った。明くる2018年3月にはファースト写真集『ゆうのだけ』（集英社）が発売されるが、発売前の2月の時点でAmazon.co.jpの写真集ランキング第1位を獲得した。なお、2018年に彼女が雑誌の表紙巻頭グラビアを飾った回数は年間トップの37にも上った。
2018年にはバラエティ番組『有吉反省会』（日本テレビ）にゲストとして4度（2月3日・2月10日・11月24日、および12月29日の2時間半スペシャル）出演。同年3月31日付で神村学園高等部を卒業し、明くる4月1日、社会人になった。
2019年2月23日、実写映画版『お前ら全員めんどくさい!』（日本出版販売）が公開され、脇役（高校生役）として映画デビューを果たした。年間30誌以上の表紙オファーが殺到するなど、前年のうちにグラビアアイドルとしてブレイクした大原は、同年3月4日（雑誌の日）、2018年に最も多くの雑誌の表紙を飾った女性タレントとしてこの年の「カバーガール大賞」（第5回カバーガール大賞）のグランプリ（最高賞）に輝いた（総合順位のほか、グラビア部門と年代別の10代部門でも受賞している）。また、同2019年4月11日には第4回「黒髪美人大賞」を受賞している。同年10月8日に20歳の誕生日を迎え、同年11月4日には芸能活動10周年を迎えた。
2021年8月31日、公式YouTubeチャンネル『ゆーのちゅーぶ』を開設。初回動画では「ようかい体操第一」のダンスを約5年ぶりに披露した。
2024年1月31日、3rd写真集『あのね、ほんね』を発売。同作を“ラスト王道グラビア”と位置づけているが、グラビア活動自体については「グラビアを辞めるつもりはないので、これからも進化していきたい」としている。
2024年4月23日、三田警察署の一日警察署長に就任して特殊詐欺撲滅キャンペーンに登壇し、共演者の先輩をサポート詐欺から救ったエピソードを披露した。しかし、同年6月9日には自身がメール詐欺に遭って母に怒られ、銀行の24時間対応窓口のおかげで救われたものの、ショックを受けたとのエピソードを自身のYouTubeチャンネルにて披露した。
2024年7月、鹿児島市が新設した「鹿児島ファン拡大アンバサダー」に任命された。
2025年2月7日、二階堂ふみの撮影による4th写真集『√25』（小学館）を発売。
2025年6月、前年に続けて「鹿児島ファン拡大アンバサダー」に就任。

## 親族
- 特筆性のある親族としては、仲の良い2歳下の弟であるダンサーの大原明人（おおはら あきと）がおり[45]、自身のSNSにたびたび登場している。『大!天才てれびくん』のコーナーに出演経験もある弟は、地元・鹿児島のストリートダンスユニット「Team KAGOSHIMA」のメンバーとして2017年8月29日にイギリスのグラスゴーで開催されたUDOストリートダンス世界大会 (UDO Streetdance World Championship 2017) の18歳オーバーエイジ・上級・チーム部門で優勝している[46][A 13]。
- 2018年12月29日の『有吉大反省会』（日本テレビ）では、姉が弟への溺愛ぶりを反省しつつ、DA PUMP「U.S.A.」のダンスで共演している[45]。17歳以降、グラビアアイドルとして注目されることの多い大原優乃であるが、弟がそうであるように、生来重ねてきたのはダンサーのキャリアで、スタイルはストリートダンス系である[A 14]。

## 人物
- 愛称は、ゆーの[3]、ゆのふぃー[4]。趣味は、枝豆を育てること、雑誌を読むこと[3]。特技は、犬と蛙の物真似[3]。
- 魚のアレルギーがあり、加工食品も含めて食べることを控えている[47]。一度でも魚の調理に使った器具を用いた他の料理や、魚の調理中の排煙や匂いなどにも過敏に反応してしまうため、飲食については制限があり、専用のメニューを用意してくれる学校選びなど、本人と家族は大変苦労したという[47]。
- 文字は右手で書くが、その他は左利き。テレビドラマ『ゆるキャン△』（テレビ東京）で演じる「各務原なでしこ」が右利きだということに気づかぬまま、クランクイン前日に「右でやってみようか」と言われ、準備をする間もなくクランクインしてから練習したが全然つかめなくて悔しい思いをしたとインタビューで述べている[48]。なお、同作品の第2シーズンにはなでしこが福原遥演じる志摩リンと共に鰻重を食べるシーンがある[49]が、前述の理由からなでしこが鰻重を食べる最中の姿は描かれておらず、撮影時も魚を扱うフリをしたり、代替食を用意したり、店舗外へ避難させたりと、徹底した安全対策が取られている。
- 2013年3月22日、当時13歳の大原は、Dream5のブログで、憧れのモデルとして桐谷美玲と北山詩織の名を挙げている[A 15]。2019年3月24日（19歳時）のインタビューでは、土屋太鳳が女優としての目標で、芝居はもちろん、人柄や文章、表情の豊かなところにも魅力を感じていると言い、ダンサーとしての格好良さにも憧れていると答えている[50]。
- 声優の高橋李依の大ファンを公言しており、自身が出演するドラマ『ガールガンレディ』（毎日放送）の主題歌を高橋が担当することになった際には高橋のTwitterにリプライを送った。
- グラビアアイドルでは浅川梨奈を尊敬しており、グラビアで活躍できるのは彼女の存在があったからと公言している。浅川も「グラビアをけん引する存在」と大原を高く評価している[51]ほか、後輩のアイドルにも人気が高く、本郷柚巴、田中美久、和泉芳怜などが大原のファンを公言している。
- Dream5のメンバーとして活動していたころにはすでに大きかったバストを目立たせないよう、晒（）を巻いて活動していたという[52]。
- 映像や雑誌を通して発信される大原のイメージは“いつも明るく前向きな女の子”であるが、先述したようなネガティブな実像とのギャップに悩んだことも多いという[21]。大原本人は、グラビアモデルのデビュー当初は水着姿を撮られることに自信が無かったこと[21]や、生来の高い声も、Dream5に属していたころは他のメンバーとの調和が取れないと考え、自己紹介の際にわざと低めの声を使うこともあったことを述べている[21]。

## 交友関係
- 福原遥とは、『ピチレモン』（学研パブリッシング）の専属モデルとして中学生のころから同じ時期を過ごしてきた親友同士であり[21]、女優としては、テレビドラマ『3年A組-今から皆さんは、人質です-』（日本テレビ）を始め、映画『4月の君、スピカ。』（2019年公開。）でも共演し[21]、テレビドラマ『ゆるキャン△』ではダブル主人公に近い共演（福原が主演、大原が準主演）を果たすことになる。ふたりとも自分に自信が無いタイプで、物事の捉え方が似ていたり、撮影現場での居方が同じであったりするらしい[21]。また、福原には尊敬できる部分があり、いつも相談に乗ってもらっているという[21]。
- 上白石萌歌とは、同学年かつ同郷（鹿児島県出身）で、ピチレモン専属モデル時代からの交友関係があり、お互いの実家を行き来する親友である。上白石とは福原と同様、2019年のドラマ『3年A組 -今から皆さんは、人質です-』で共演している。
- 山﨑紗彩とは、同学年で、ピチレモン専属モデル時代からの交友関係があり、親友である。

## 出演
※主演作品は役名を太字で表示

### 舞台
- PIRATES OF THE DESERT 3 〜偽りの羅針盤と真実の操舵輪〜（2017年4月、シアターグリーン） - カーラ 役（日替わりゲスト）[53]
- クォンタムドールズ2017（2017年7月、六行会ホール） - 主演・阿良木明里 役[22][23]
- まじかるすいーと プリズム・ナナ ザ・スターリーステージ（2017年9月13日 - 18日、サンシャイン劇場） - 織部琴音 / アクアナナ 役[54]
- 不思議の国のカンタータ 〜泣き声混じりの空想歌〜（2017年11月22日 - 26日、新宿村LIVE） - ジュリエッタ 役[55]
- クレスト☆シザーズ（2018年5月10日 - 13日、サンシャイン劇場 / 5月17日 - 19日、サンケイホールブリーゼ） - 花谷夢 役[56]
- マーダーミステリーシアター「演技の代償」Replay（2021年7月17日 ※配信） - 京本まひる 役[57]
- 朗読劇『私の頭の中の消しゴム 13th Letter』（2022年7月27日・28日、よみうり大手町ホール）[58]
- 朗読劇『恋空』（2024年6月7日、シアター1010） - 田中美嘉 役[59]
- CRIMINAL FOUR -愛しき大悪党-（2025年3月6日 - 23日、IMM THEATER / 3月27日 - 30日、COOL JAPAN PARK OSAKA TTホール / 4月12日・13日、キャナルシティ劇場） - エミリー 役[60]

### テレビドラマ
- 99.9-刑事専門弁護士- SEASON II 第5話（2018年2月11日、TBS） - ダンサー 役[24][A 16]
- 3年A組-今から皆さんは、人質です-（2019年1月6日 - 3月10日、日本テレビ） - 辻本佑香 役[61][注 1]
- 都立水商! 〜令和〜（2019年5月5日 - 6月23日、MBS / 5月7日 - 6月25日、TBS） - 馬淵百合 役[62][63]
- ニッポンノワール-刑事Yの反乱- 最終話（2019年12月15日、日本テレビ） - 辻本佑香 役[注 2]
- ゆるキャン△（テレビ東京） - 各務原なでしこ 役[64][65][注 3]
  - ゆるキャン△（2020年1月10日 - 3月26日）
  - ゆるキャン△スペシャル（2021年3月29日）[66]
  - ゆるキャン△2（2021年4月1日 - 6月17日）[66][67]
- 女子グルメバーガー部（テレビ東京） - 主演・美藤こず恵 役
  - 女子グルメバーガー部 第1話・第4話・最終話（2020年7月11日・8月1日・9月26日）[68][69][70]
  - 女子グルメバーガー部2021夏SP（2021年6月27日）[71]
- 時をかけるバンド（2020年10月20日 - 12月22日、フジテレビ） - 村上瞳子 役[72]
- 極主夫道 第5話（2020年11月8日、読売テレビ・日本テレビ） - 美久のバイト仲間 役[73]
- ガールガンレディ（2021年4月7日〈6日深夜〉 - 6月9日〈8日深夜〉毎日放送、MBS） - アリス 役[74][75]
- ただ離婚してないだけ（2021年7月8日 - 9月23日、テレビ東京） - ほのか 役[76]
- 消えた初恋 第6話（2021年11月13日、テレビ朝日） - 松内ココミ 役[77]
- 真夜中にハロー!（2022年1月14日 - 3月18日、テレビ東京） - 朝沼ミサキ 役[78]
- あせとせっけん（2022年2月4日〈3日深夜〉 - 4月1日〈3月31日深夜〉、MBS 他） - 主演・八重島麻子 役（佐藤寛太とW主演）[79]
- ZIP!朝ドラマ「サヨウナラのその前に」（2022年3月1日、日本テレビ） - 多胡くるみ 役
- 名探偵ステイホームズ（2022年4月3日・10日、日本テレビ） - 藤山メイ 役[80]
- ノンレムの窓 2022・秋「放送禁止用語」（2022年10月9日、日本テレビ）[81]
- -50kgのシンデレラ（2022年10月11日 - 11月22日、TBS） - 主演・佐伯陽芽 役（犬飼貴丈とダブル主演）[82]
- 17歳の監督〜名古屋行き最終列車大垣編〜（2023年2月12日・19日、メ〜テレ） - ヒロイン・花岡めぐみ 役[83]
- なれの果ての僕ら（2023年6月28日 - 9月13日、テレビ東京） - 雨宮鈴子 役[84]
- 結婚予定日（2023年8月4日 - 9月29日、MBS） - 相原るな 役[85]
- 秘密を持った少年たち（2023年10月7日 - 12月22日、日本テレビ） - ヒロイン・吉野ユキ 役[86]
- おいしい給食 season3（2023年10月9日 - 12月12日、テレビ神奈川 他） - ヒロイン・比留川愛 役[87][88]
- スパイの人事部（2024年3月11日 - 25日、CBC） - 玉木香奈 役[89]
- ブラックガールズトーク 第7話（2024年3月18日、テレビ東京） - 清宮香世 役[90]
- 万博の太陽（2024年3月24日、テレビ朝日） - 勅使河原やよい 役[91]
- 高杉さん家のおべんとう（2024年10月3日 - 、中京テレビ） - 小坂りいな 役[92]
- ウイングマン 第4・5話（2024年11月12日・19日、テレビ東京） - 坂上 / ティール 役[93][A 18][94]
- 週末旅の極意2〜家族って近くにいて遠いもの〜（2025年1月10日 - 2月28日、テレビ東京） - 山岡めぐみ 役[95]

### テレビバラエティ
- バラいろダンディ（2019年5月6日 - 2021年3月15日、TOKYO MX） - 月曜月替わりバーディ[96][A 19][A 20][A 21][97]
- ジョシとドラゴン★サバンナ高橋&大原優乃（2021年10月2日 - 30日、TBSテレビ）[A 22]

### ネットドラマ
- 3年A組-今から皆さんだけの、卒業式です-（2019年3月10日・17日、Hulu） - 辻本佑香 役[98]
- 時をかけるバンド（2020年8月19日 - 10月21日、全10話、FOD） - 瞳子 役[99][100]
- 僕らが殺した、最愛のキミ（2021年9月17日 - 10月8日、TELASA） - 本多明日香 役[101]
- じゃない方の夜〜恋は突然、生まれない。〜 第1話・第2話（2021年10月11日・18日、Paravi） - ヒロイン・ハナエ 役[102]
- 黙食女子（2022年3月18日・25日、ひかりTV） - 一ノ瀬ゆず葉 役[103]
- -50kgのシンデレラ（2022年8月12日 - 9月23日、Paravi） - 主演・佐伯陽芽 役（犬飼貴丈とダブル主演）[104]

### 映画
- お前ら全員めんどくさい!（2019年2月23日、日本出版販売） - 栗原理穂 役[105][106]
- 4月の君、スピカ。（2019年4月5日、イオンエンターテイメント） - 立花楓 役[107][A 23]
- さよならモノトーン（2023年10月6日、らんくう） - ヒロイン・園田美鈴 役[108]
- 劇場版 おいしい給食 Road to イカメシ（2024年5月24日、AMGエンタテインメント / イオンエンターテイメント） - ヒロイン・比留川愛 役[109]
- 新幹線大爆破（2025年4月23日、Netflix）[A 24] - 二宮春香 役[A 25]
- 天文館探偵物語（2025年12月5日公開予定、11月21日に鹿児島で先行公開、アイエス・フィールド） - ヒロイン・橋口凪 役[110][111]

### ゲーム
- テクテクテクテク（2018年11月29日、iOS・Android） - 大原優乃 役[112][A 26][注 4]
- 錬神のアストラル（2019年11月14日、iOS・Android） - 石神由紀依 役[113][A 27]

### ウェブテレビ
- アベマ大縁日〜人気番組勢ぞろい!神宮花火大会生中継で豪華プレゼント大放出SP〜（2018年8月11日、AbemaTV） - 縁日アシスタント[114]
- QUIZOOM（2020年5月4日・6日、AbemaTV） - チャレンジャー[115]

### ラジオ
- 60TRY部（2018年4月26日 - 、ラジオ日本） - 月1回出演
  - 大原優乃のゆのふぃーのじかん（2019年4月23日 - 2025年3月25日） - 毎週火曜日、上記番組内で放送[116][A 28]
- 大原優乃のゆのふぃーのじかん（2025年4月6日 - 、ラジオ日本） - 毎週日曜日、単独番組として放送[117]
- ナニモノ!（2022年11月10日、文化放送） - パーソナリティ[118]

### ミュージックビデオ
- 東京女子流「初恋」（2018年）[119]

### 広告
- ハイアールジャパンセールス 企業PR用ショートムービー「恋する家電（ハイアール）」シリーズ 第1弾・第2弾（2018年3月7日 - 2019年3月1日 - 現在）[120][121]
- エースコック「スーパーカップMAX」商品CM 「転校生 笑福亭鶴瓶」篇（2018年9月25日[122][123] - 終了） - 主役は笑福亭鶴瓶と木下隆行[122][123]。大原の役回りは鶴瓶が転校してきた学園の同級生のひとり[122][123][A 29]。
- ドワンゴ「テクテクテクテク」商品CM（2018年11月8日 事前登録開始）[112][A 26]。
- 文化放送受験生応援キャンペーンキャラクター（2018年第4四半期）[124][125]
- 鹿児島県「自動車税納期内納付啓発」[126] H31年自動車税納期内納付「Do you knou 自動車税?」篇（2019年5月9日[3] - ）[127]
- 全国高等学校体育連盟「南部九州総体2019」 公式アンバサダー（2019年7月 - ）[A 30]
- 日本弁理士会 団体PRミュージックビデオ「BENRI-C」（2019年）[128]
- 浦和競馬 イメージキャラクター（2022年）[129]
- ORIX HOTELS & RESORTS×週末旅の極意2〜家族って近くにいて遠いもの〜 コラボレーションCM（2025年1月[注 5] - ）- 山岡めぐみ 役[130]

### その他
- ダンス公演「GRAND SAM -represent-」（2016年12月18日、めぐろパーシモンホール） - CHIHARU Numberにダンサーとして出演[131]
- TOKYO IDOL FESTIVAL 2018（2018年8月4日・5日） - 「東京女子流with大原優乃」として出演[132][133]

### イベント
- 『大原優乃 2018年 カレンダー』発売記念イベント 握手会（2017年12月17日、ブックファースト 新宿店）[134]
- 『大原優乃ファースト写真集 ゆうのだけ』発売記念 サイン本お渡し＋握手会（2018年3月4日、書泉グランデ）[135]
- 大原優乃ファースト写真集『ゆうのだけ』発売記念イベント（2018年3月24日、週プレ酒場）[136][137]
- ファンミーティング『夏のファンミーティングってゆうの』（2018年8月26日・9月22日、Mt.RAINIER HALL SHIBUYA PLEASURE PLEASURE）[138]
- 『大原優乃 2019年カレンダー』発売記念イベント 握手＋お渡し会（2019年3月24日、福家書店 新宿サブナード店）[A 31]
- 大原優乃 ファーストDVD『You Know -私は私の旅に出る-』発売記念イベント（2019年4月20日、HMV&BOOKS SHINSAIBASI店・星野書店 近鉄パッセ店 / 4月21日、HMV&BOOKS SHIBUYA店・書泉ブックタワー）[139]
- 大原優乃 セカンド写真集『吐息』発売記念イベント サイン本お渡し＋握手（2019年10月14日、HMV&BOOKS SHIBUYA店）[140]

## 連載
※太字は連載中。

### 新聞
- ゆうののMOZE活（2016年1月8日 - 2018年、南日本新聞）[注 6][141][A 35]

### 雑誌
- ここにいる。（2020年1月号 - 、EX大衆）[142][A 36]

## 書籍

### 雑誌
- ピチレモン（2013年6月号 - 2015年12月号、学研パブリッシング） - 専属モデル（愛称：ピチモ）[A 7][18]
- ラブベリー（2016年8月号 - 2017年12月20日号〈現在休刊状態〉、徳間書店） - 専属モデル（愛称：ラブモ）[19]

### 写真集
- ゆうのだけ（2018年3月1日、集英社、撮影：唐木貴央）ISBN 978-4-08-780836-0[143]
- 吐息（2019年10月11日、集英社、撮影：桑島智輝）ISBN 978-4-08-780884-1[144]
- あのね、ほんね（2024年1月31日、集英社、撮影：前康輔）ISBN 978-4-08-790137-5[145]
- √25（2025年2月7日、小学館、撮影：二階堂ふみ）ISBN 978-4-09-682475-7[146]

### オムニバス写真集
- a-books gravure 2018 （2018年8月3日、エイベックス・マネジメント、メディアパル）ISBN 978-4-8021-9218-7[147]
- a-books GRAVURE 2019-anthology-（2019年3月22日、エイベックス・マネジメント）ISBN 978-4-8021-9240-8

### デジタル写真集
- 実は私、○○だったんです（2017年9月22日、集英社［週プレ PHOTO BOOK］、撮影：藤本和典）[148]
- 大原優乃（2017年11月21日、扶桑社［SPA!デジタル写真集］、撮影：鈴木ゴータ）[149]
- ファーストステップ（2017年12月1日、講談社［ヤンマガデジタル写真集］、撮影：LUCKMAN）[150]
- 晴れやか南国少女（2017年12月15日、集英社［週プレ PHOTO BOOK］、撮影：熊谷貫）[151]
- ちょっぴりオトナ（2017年12月21日、講談社［FRIDAYデジタル写真集］、撮影：西田幸樹）[152]
- 二泊三日の夢温泉（2018年1月19日、光文社［FLASHデジタル写真集］、撮影：佐藤佑一）[153]
- 水もしたたるFカップ（2018年2月9日、講談社［ヤンマガデジタル写真集］、撮影：LUCKMAN）[154]
- ゆうのだけ（2018年3月30日、集英社［週プレ PHOTO BOOK］、撮影：唐木貴央）[155]
- 薩摩が生んだ大砲ピュアボディ（2018年5月25日、光文社［FLASHデジタル写真集］、撮影：佐藤裕之）[156]
- Do you know?（2018年6月1日、秋田書店［ヤングチャンピオンデジグラ］）
- only you（2018年9月7日、講談社［ヤンマガデジタル写真集］、撮影：佐藤佑一）[157]
- 大原優乃、台湾ではじける。（2018年11月2日、集英社［週プレ PHOTO BOOK］、撮影：桑島智輝）[158]
- 君と二人で。（2018年12月1日、秋田書店［ヤングチャンピオンデジグラ］）
- お姉ちゃんと呼んで（2019年2月22日、光文社［FLASHデジタル写真集］、撮影：細居幸次郎）[159]
- はる、はれた（2019年3月11日、集英社［週プレ PHOTO BOOK］、撮影：唐木貴央）[160]
- おとな優乃（2019年5月17日、スクウェア・エニックス［ヤングガンガンデジタル写真集］、撮影：西條彰仁）
- 10代カウントダウン（2019年7月8日、集英社［週プレ PHOTO BOOK］、撮影：Takeo Dec.）[161]
- Pure Heart（2019年7月12日、白泉社［アニマルデジタルフォトブック］、撮影：唐木貴央）[162]
- WPB 大原優乃デジタル写真集〜特装合本版〜（2019年7月16日、集英社［週プレ PHOTO BOOK］、撮影：Takeo Dec.、唐木貴央、桑島智輝、熊谷貫、藤本和典）[163]
- サマーゆーの。（2019年8月19日、小学館［スピ/サン グラビアフォトブック］、撮影：中村和孝）[164]
- カバーガール女王の秘密（2019年8月30日、扶桑社［SPA!デジタル写真集］、撮影：唐木貴央）[165]
- 吐息（2019年10月11日、集英社［週プレ PHOTO BOOK］、撮影：桑島智輝）[166]
- Cutie Dream（2020年3月16日、小学館［スピ/サン グラビアフォトブック］、撮影：佐藤佑一）[167]
- 優乃の深呼吸（2020年4月17日、秋田書店［ヤングチャンピオンデジグラ］）
- 新たなる旅路（2020年7月1日、講談社［週刊少年マガジンデジタル写真集］、撮影：Takeo Dec.）[168]
- 夢で逢えたら（2019年9月25日、白泉社［アニマルデジタルフォトブック］、撮影：唐木貴央）[169]
- day & night（2021年4月19日、小学館［スペリオールデジタル写真集］、撮影：熊谷貫）[170]
- 片想い（2021年6月1日、秋田書店［ヤングチャンピオンデジグラ］）
- ゆう涼み（2021年9月1日、秋田書店［週チャンデジグラ］）
- 私を旅行に連れてって（2021年9月2日、扶桑社［SPA!デジタル写真集］、撮影：唐木貴央）[171]
- 揺るがない（2021年9月27日、集英社［週プレ PHOTO BOOK］、撮影：中村和孝）[172]
- REBORN（2021年12月13日、集英社［週プレ PHOTO BOOK］、撮影：大辻隆弘）[173]
- ヤンマガアザーっす！＜YM2022年17号未公開カット＞（2022年7月1日、講談社［ヤンマガデジタル写真集］、撮影：曽根将樹）[174]
- 永遠（2022年7月25日、集英社［週プレ PHOTO BOOK］、撮影：前康輔）[175]
- ヤンマガアザーっす！＜YM2023年10号未公開カット＞（2023年5月5日、講談社［ヤンマガデジタル写真集］、撮影：前康輔）[176]
- あのね、ほんね（2024年1月31日、集英社［週プレ PHOTO BOOK］、撮影：前康輔）[177]
- ふゆのゆうの（2024年3月25日、小学館［スピ/サン グラビアフォトブック］、撮影：東京祐）[178]
- ゆめみごこち（2024年5月3日、扶桑社［SPA!デジタル写真集］、撮影：曽根将樹）[179]

### カレンダー
- 大原優乃 2018年 カレンダー（2017年11月11日、トライエックス）[180]
- 大原優乃 2019年4月〜2020年3月 卓上カレンダー（2019年3月22日、トライエックス）[A 37][A 38]
- 大原優乃 卓上カレンダー DVD付(2021.4-2022.3)（2021年3月6日、エイベックス・マネジメント）
- 大原優乃 2022.4-2023.3 カレンダー（2022年3月26日、わくわく製作所）[A 39]

### DVD
- You Know – 私は私の旅に出る –（2019年4月19日、イーネット・フロンティア）[181]